# Ким Ённам
Ким Ённам (кор. 김 영란, 5 марта 1981, Ичхон) — корейская дзюдоистка суперлёгкой весовой категории, выступала за сборную Южной Кореи на всём протяжении 2000-х годов. Участница летних Олимпийских игр в Пекине, чемпионка Азии, двукратная серебряная призёрка Азиатских игр, серебряная призёрка Восточноазиатских игр, победительница многих турниров национального и международного значения.

## Биография
Ким Ённам родилась 5 марта 1981 года в городе Ичхоне провинции Кёнгидо.
Первого серьёзного успеха на взрослом международном уровне добилась в 2001 году, когда попала в основной состав корейской национальной сборной и побывала на Восточноазиатских играх в Осаке, откуда привезла награду серебряного достоинства, выигранную в зачёте суперлёгкого веса — единственное поражение потерпела здесь от китаянки Чжао Шуньсинь. Кроме того, в этом году выступила на чемпионате мира в Мюнхене, где заняла в своём весовом дивизионе пятое место.
В 2002 году Ким завоевала серебряную медаль на домашних Азиатских играх в Пусане, на этот раз уступила в финале представительнице Японии Каё Китаде. Год спустя на домашнем чемпионате Азии в Чеджу одолела всех своих соперниц и получила золотую награду. В 2005 году впервые одержала победу на этапе Кубка мира, это произошло на турнире в Мадриде, а также добавила в послужной список бронзовую медаль, выигранную на азиатском первенстве в Ташкенте. В следующем сезоне победила на Кубке мира в Будапеште и на Суперкубке мира в Гамбурге, получила серебро на Азиатских играх в Дохе, где в финале проиграла китаянке Гао Фэн. Ещё через год заняла пятое место на чемпионате мира в Рио-де-Жанейро и выиграла серебряную медаль на чемпионате Азии в Кувейте.
Благодаря череде удачных выступлений удостоилась права защищать честь страны на летних Олимпийских играх 2008 года в Пекине. В первом поединке взяла верх над украинкой Людмилой Лусниковой, однако на стадии четвертьфиналов потерпела поражение от румынки Алины Думитру, которая в итоге и стала олимпийской чемпионкой. В утешительных встречах за третье место проиграла венгерке Эве Черновицки и не смогла попасть в число призёров.
После пекинской Олимпиады Ким Ённам ещё в течение одного олимпийского цикла оставалась в основном составе корейской национальной сборной и продолжала принимать участие в крупнейших международных турнирах. Так, в 2009 году она выиграла бронзовую медаль на гран-при Циндао, в 2011 году заняла седьмое место на этапе Кубка мира в Гамбурге. Последний раз показала сколько-нибудь значимые результаты на международной арене в сезоне 2012 года, когда получила бронзу на этапе мирового кубка в Улан-Баторе. Вскоре по окончании этих соревнований приняла решение завершить карьеру профессиональной спортсменки, уступив место в сборной молодым корейским дзюдоисткам.